# Combate de Marracuene

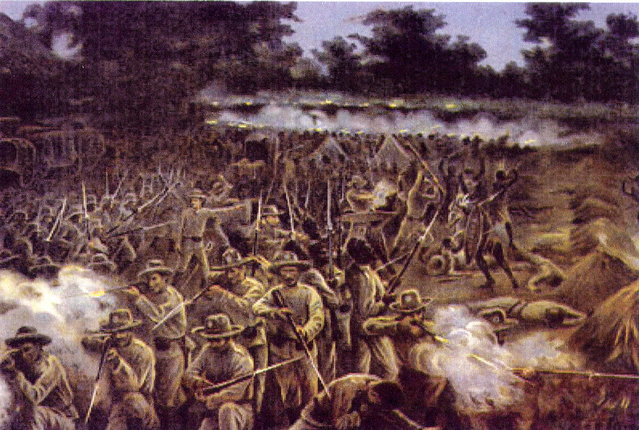
Gravura mostrando o Combate de Marracuene.

Combate de Marracuene, ou Gwaza Muthine, foi um combate que se travou a 2 de fevereiro de 1895, nas proximidades de Marracuene, Moçambique, entre as forças rongas comandadas pelo jovem príncipe Zixaxa e forças portuguesas comandadas pelo major Alfredo Augusto Caldas Xavier. A batalha, ocorreu no contexto das operações de ocupação colonial portuguesa, ao tempo referidas como as Campanhas de Conquista e Pacificação.

## Contexto
Em finais de Janeiro de 1895 uma força portuguesa, comandada pelo major José Ribeiro Júnior e tendo como segundo-comandante o major Alfredo Augusto Caldas Xavier, avança para Marracuene, na margem direita do rio Incomati. Devido a doença do major José Ribeiro Júnior a força passa a ser efectivamente comandada pelo major Caldas Xavier, o qual foi o responsável quase único pela condução das operações. Integram a expedição 37 oficiais e 800 soldados.
As forças ronga, totalizando cerca de 4 000 homens, eram comandadas pelo jovem príncipe ronga nuã-Matidjuana caZixaxa iMpfumo, que ficaria conhecido na historiografia portuguesa por Zixaxa, e que seria, um ano mais tarde, um dos prisioneiros deportados para os Açores. O chefe de Moamba já se tinha aliado aos portugueses e só Matibejana e Mahazul combatiam.
Ao aproximarem-se do local, as forças militares portugueses, que incluíam as praças indígenas de Angola e da ilha de Moçambique, entrincheiraram-se num quadrado militar e prepararam-se para o combate. O confronto dá-se na madrugada de 2 de Fevereiro de 1895. A força portuguesa, disposta em quadrado, vale-se do poder dos canhões e metralhadoras e consegue rechaçar os assaltos das forças ronga, que por duas vezes romperam o quadrado, com enorme bravura de ambos os lados.
No final, a superioridade das armas de fogo ocidentais foram cruciais para a vitória da tropa Portuguesa. No terreno ficaram mortos cerca dos 66 guerreiros vaRonga. Segundo o relatório do combate, os mortos no local foram enterrados e os feridos eliminados amontoados e cremados com petróleo, deixando um cheiro nauseabundo no ar. Do lado português foram contabilizados 24 mortos e 28 feridos.
Dias depois, os portugueses retiraram-se para Lourenço Marques, enquanto as forças ronga se reorganizaram em torno de Magude, onde os régulos Nwamatibyane e Amgundjuana se refugiaram, ficando sob a protecção de Ngungunhane que lhes aceitou a vassalagem. Mahazul não combateu em Marracuene, da mesma forma que recusara participar no ataque a Lourenço Marques.
O confronto de Marracuene é hoje por vezes referido em Moçambique por Gwaza Muthine, expressão em idioma xiRonga que significa lugar do trespasse com a lança. Neste contexto muthine significa lugar e gwaza pode ser traduzido por trespassar, atravessar com uma lança ou ainda azagaiar.